# 잭 더 리퍼에 관한 작품
1888년, 화이트채플을 공포에 떨게 한 악명 높은 연쇄 살인범 잭 더 리퍼는 살인 당시 출판된 고딕 소설부터 현대 영화, TV 드라마, 비디오 게임에 이르기까지 다양한 허구적 작품에 등장한다.
마리 벨럭 런데즈가 1913년에 발표한 소설 《하숙인》은 이후의 리퍼의 묘사에 많은 영향을 주었고 연극와 영화로 각색되었다. 1976년에 나온 스티븐 나이트의 《잭 더 리퍼: 최휘의 해답》은 프리메이슨과 왕족에 관한 음모론을 확산시켰다. 아서 코난 도일의 첫 번째 셜록 홈즈 이야기와 로버트 루이스 스티븐슨의 《지킬 박사와 하이드 씨》의 사건을 같은 후기 빅토리아 시대의 문학과 리퍼를 융합시킨 이야기는 많은 사람들에게 만들어졌다.
리퍼는 SF와 호러 장르 전반에 걸쳐 등장하며 전세계에서 악역으로 등장한다. 리퍼와 죽음과 섹스의 연관성은 리퍼 살인 사건을 차용하는 헤비메탈과 록 음악가들에게 매력적으로 작용한다.

## 문학

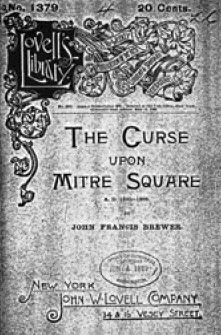
1888년에 출판된 《마이터 광장의 저주》의 표지

화이트채플 연쇄살인사건에서 영감을 받은 소설 작품들은 잔혹한 행위가 저질러진 직후부타 나타났다. 1888년 10월 마이터 광장에서 자행된 캐서린 에도스의 살해를 줄거리로 하는 존 프랜시스 브루어의 단편 고딕 소설 《마이터 광장의 저주》(The Curse Upon Mitre Square)가 출판되었다. 다른 작가들의 작품 중 존 로우라는 필명을 사용한 마가렛 하크네스의 《런던의 어둠 속에서》는 1889년에 출판되었다. 하크네스는 이스트엔드오브런던의 유대인들 사이에 숨어 있는 비유대인 도살자로 리퍼를 묘사했다.
잭 더 리퍼 이야기는 전 세계의 독자들의 관심을 끌었다. 아돌프 폴스웨덴어로 쓴 단편 소설 Uppskäraren("리퍼")이 1892년에 출판되었지만 러시아 당국은 이를 금서로 지정했다.
셜록 홈즈는 잭 더 리퍼 소설에서 자주 등장했다. 1907년 독일 출판사〈민속 문학 및 예술 출판사〉의 《세계탐정의 비밀파일 NO. 18》에는 홈즈가 리퍼를 잡는 "Wie Jack, der Aufschlitzer, gefasst wurde"(어떻게 잭 더 리퍼를 잡았나)가 수록되어 있다. 이 이야기는 1930년대에 "El Destripador"(리퍼)의 《셜록 홈즈와 왕의 친밀한 회고록  NO. 3》이란 이름으로 스페인어로 번역되었으며, 최근 새 책으로 재판되었고 처음으로 영어로 번역되었다. 컬런은 이 이야기를 "재미있는 셜록 홈즈 페티쉬"라고 불렀다. 이후 홈즈는 마이클 디빈의 《마지막 셜록 홈즈 이야기》(The Last Sherlock Holmes Story)(1978), 엘러리 퀸의 《공포에 대한 연구》(A Study in Terror)(1966), 존 슬라덱의 《검은 아우라》 (Black Aura) (1974), 베리 로버츠의 《셜록 홈즈와 로열 플러시》(Sherlock Holmes and the Royal Flush)(1998)에서도 등장했다.
영향력있는 단편 소설 중 가장 먼저 나온 마리 벨럭 런데즈의 "하숙인"은 1911년 《맥클루어 매거진》에 실렸고 1913년에 소설로 출판되었다. 리퍼의 바탕으로 쓰여진 작품은 런던의 부부 번팅씨와 번팅 부인이 자신들의 하숙자인 슬루스씨를 "어벤저"라는 미스터리한 살인자라고 의심하는 이야기를 다룬다. 슬루스가 정말로 "어벤저"인지는 미지수이다. 이야기의 초점은 "어벤저"의 행동보다는 "어벤저"가 아닐 수 있음에도 심리적 공포를 가지는 번팅 부부에 잡혀있다. 1927년에 개봉한 알프레드 히치콕 감독의 영화 《하숙인》은 런데즈의 소설을 원작으로 했으며 이후 이를 각색한 4개의 영화가 촬영되었다.
잭 더 리퍼의 영향을 받은 많은 소설은 다음과 같다.
- 에드거 러스트가르텐의 《답해야 할 사례》(A Case to Answer)(1947)
- 프레드릭 브라운의 《비명을 지르는 미미》(The Screaming Mimi)(1949)
- 가드너 폭스의 《런던 테러》(Terror Over London)(1957)
- 콜린 윌슨의 《어둠 속의 의식》 (Ritual in the Dark)(1960)과 《살인자》(1970)
- 레이 러셀의 《궁수자리》 (Sagittarius)(1962)
- 필립 호세 파머의 《알 수 없는 잔치》(A Feast Unknown)(1969)
- 안토니 부셔의 《일종의 광기》(A Kind of Madness) (1972)
- T. E 허프의 《벅스 로 9번지》(Nine Bucks Row)(1973)
- 존 브룩스 베리의 《성 미카엘 축일의 여자들》(The Michaelmas Girls)(1975)
- 램지 캠벨의 《잭의 작은 친구》(Jack's Little Friend) (1975)
- 패트리스 채플린의 플라워 앤 딘 스트리트(By Flower and Dean Street)(1976)
- 리처드 고든의 《잭 더 리퍼의 사생활》(The Private Life of Jack the Ripper)(1980)
- 율라 에르나디의 《잭의 배》(Hasfelmetsző Jack)(1981)
- 이안 싱클레어의 《화이트채플,주홍색 추적》(Chappell, Scarlet Tracings)(1987)
- 폴 웨스트의 《화이트채플의 여인들과 잭 더 리퍼》(The Women of Whitechapel and Jack the Ripper)(1991)
- 잭 요빌의 《밸벗의 짐승》(Beasts in Velvet)(1991)
- 킴 뉴먼의 《안노 드라큘라》(Anno Dracula)(1992)
- 로저 젤라즈니의 《외로운 10월의 밤》(A Night in the Lonesome October)(1993)
- 마티나 콜의 《레이디킬러》(Ladykiller)(1993)
- 리차드 레이먼의 《새비지》(Savage)(1993)
- 네일 펜스위크의 《The Pit》(1993)
- 피터 애크로이드의 《댄 레노와 라임하우스 골렘》(Dan Leno and the Limehouse Golem) (1994)
- 앤 페리의 《오순절 골목》Pentecost Alley (1996)
- 마이크 터커와 로버트 페리의 《매트릭스》(Matrix)(1998)
- 모린 존슨의 《별의 이름》(The Name of the Star)(2011)
- 크라이브 커슬러와 저스틴 스콧의 《잘린목》(The Cutthroat)(2017)[11]
- M.큘러의 《장의사의 딸》 시리즈 (2021)

## 극장, 오페라 및 음악 극장
리퍼는 프랑크 베데킨트의 도덕극 《판도라의 상자》(1904)의 말미에 등장하며, 리퍼는 중심 인물인 룰루를 살해한다. 룰루는 자신도 모르는 사이에 리퍼와 시시덕거리고 그 대가를 치르는 그녀는 죄악 중 하나인 성욕의 의인화이다. 원작에서는 베데킨트가 리퍼 역을 맡았다. 이후 영화 《판도라의 상자》(1928, 게오르크 빌헬름 팝스트 감독)와 오페라 《룰루》 ( 알반 베르크 )로 각색되었으며, 둘 다 리퍼가 룰루를 살해하는 것으로 끝난다. 또한 각각 1923년, 1962년, 1980년에 세 편의 영화로 제작되었으며 1970년에는 피터 반즈의 연극 룰루가 공연되었다.
안드레 드 로드의 《Jack l'Eventreur》은 그랑기뇰의 파리 공연 중 하나였다. 마리 벨럭 런데즈의 단편 소설 하숙인은 호레이스 애네슬리 바첼의 작품 《하숙인: 그는 누구인가?》 로 각색되었다. 1917년, 브로드웨이 극장에서 라이오넬 앳윌이 맡은 첫 번째 역할은 주인공이었다. 또한 필리스 테이트는 런데즈의 이야기를 바탕으로 한 오페라를 1960년에 처음 공연했다.

## 영화
마리 벨럭 런데즈의 소설 하숙인은 앨프리드 히치콕의 《하숙인》(1927), 《하숙인》(1932), 《더 로저》 (1944), 《Man in the Attic》(1953), 《하숙인》(2009) 등 5편의 영화로 제작되었다. 히치콕은 그의 하숙인의 주인공으로 로맨틱한 주연인 아이버 노벨로를 캐스팅하기로 결정했으며, 그 결과 영화사인 게인스버러 픽처스는 노벨로의 캐릭터를 더 동정적인 인물로 만들기 위해 각본 수정을 제안했다. 원작과 다른 점은, 마지막까지 하숙인이 살인자인지 아닌지 열린 결말로 남겨두지 않는다. 하숙인의 이상한 행동은 진짜 살인자를 잡으려 하는 자경단이기 때문이었다. 노벨로는 1932년에 더 극적인 결말로 영화를 리메이크했는데, 여기서 그는 그의 미친 형제인 "보스니아 살인자"를 저지한다. 노벨로가 두 역할을 모두 연기했으며 모리스 엘비가 감독했다. 1935년에 《The Phantom Fiend》라는 요약판으로 출시되었다. 1944년 판은 소설의 양면성을 없애고 레어드 크레거가 연기한 "슬레이드"를 악당 "잭 더 리퍼"로 캐스팅했다. 이전 판과 달리 이 영화는 영화가 만들어진 해가 아닌 1888년을 배경으로 한다. 1953년 판인 《Man in the Attic》는 잭 팰런스가 "슬레이드"로 출연했다. 2009년도 영화는 사이먼 베이커를 "맬컴 슬레이트"로 캐스팅했다.

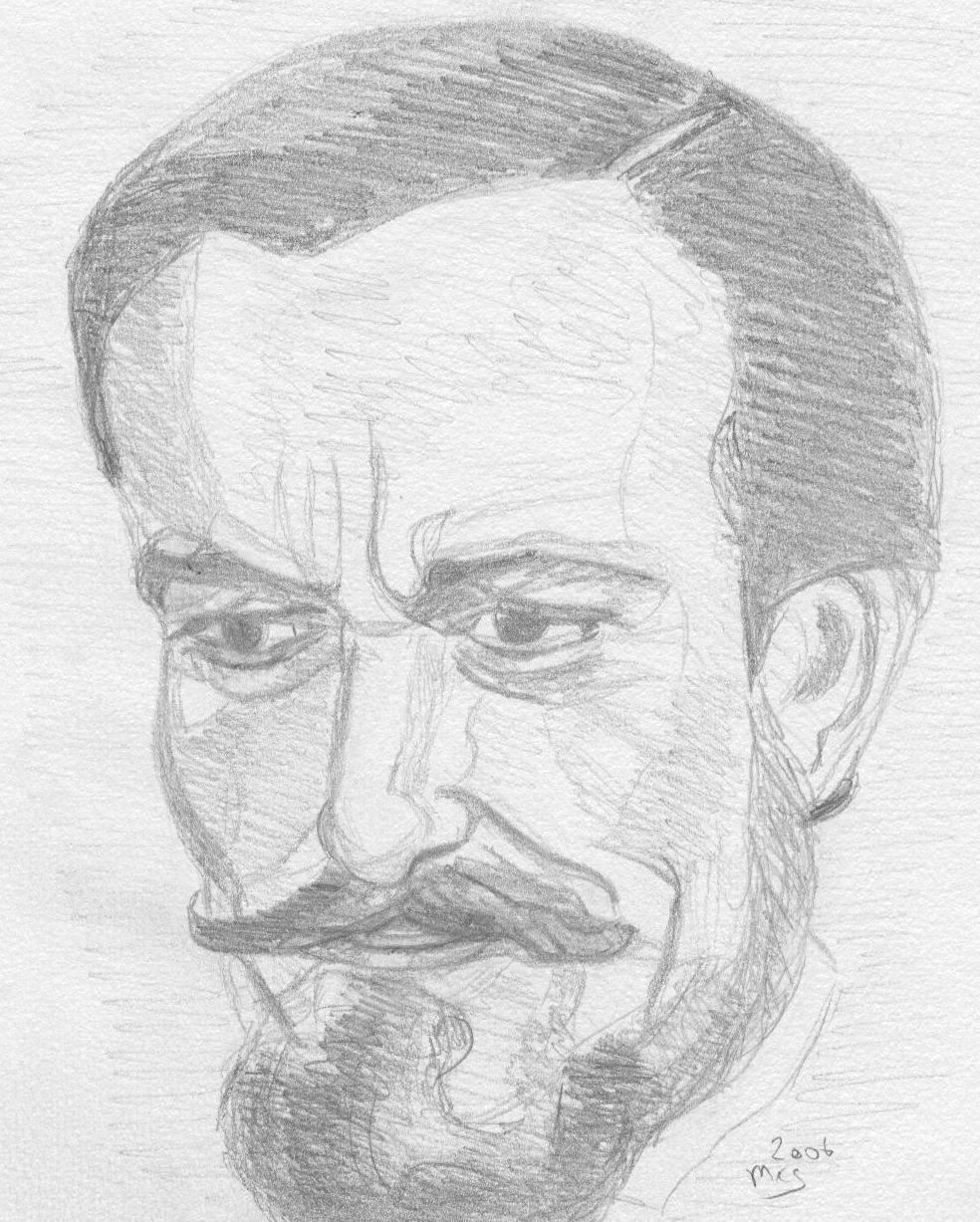
《Hand of the Ripper》의 등장인물 "존 프리처드"를 그린 에릭 포스터의 스케치. 친절한 프리처드 박사는 영화에서 살인마같은 리퍼의 딸을 입양한다.

《Room to Let》 (1949)은 《하숙인》과 비슷한 이야기 이지만 1928년에 나온 마게리 앨링햄의 라디오 연극을 원작으로 한다. 이는 해머 필름 프로덕션에서 만든 최초의 공포 영화 중 하나였다. 발렌타인 딜은 화이트채플 연쇄살인사건 이후 16년 동안 정신병원에 갇혀 있다가 탈출한 하숙인 "펠 박사"를 연기한다. 해머는 1971년에 잭 더 리퍼에서 영감을 받은 영화 두 편을 개봉시켰다. 《Hands of the Ripper》에서는 리퍼의 딸( 앙가라드 리스)은 아버지가 어머니를 죽이는 것을 보고 살인자로 자랐다. 《닥터 지킬 앤 시스터 하이드》에서 헨리 지킬 박사는 사악한 포식자 시스터 하이드로 변신하고 리퍼 살인 사건도 저지른다. 《밀납 인형관의 공포》 (1973)에서 살인자는 자신을 리퍼 밀랍 세공품으로 위장했다.
《베일》의 "잭 더 리퍼" 에피소드(1958)는 보리스 칼로프가 호스트한 텔레비전 영화로, .한 투시 능력자는 죽음을 가장한 잭 더 리퍼가 정신병원에 들어간 것을 감추기 위해 존경받는 외과의사로 변장했다는 사실을 알아냈다. 이 이야기는 로버트 제임스 리스가 리퍼를 런던 의사의 집까지 쫓아가기 위해 초능력을 사용했다는 1895년 신문 기사를 기초로 제작되었다.
《판도라의 상자》(《Die Büchse der Pandora》)는 루이즈 브룩스가 연기한 룰루에 관한 프랑크 베데킨트의 희곡을 바탕으로 게오르크 빌헬름 파브스트가 감독한 1929년 독일 무성 영화이다. 그녀의 자유로운 라이프 스타일은 구스타프 디젤이 연기한 잭 더 리퍼에게 최후를 맞을 때까지 런던의 거리를 걷도록 이끈다. 1924년에 개봉한 초기 독일 영화인 폴 레니의 《왁스웍스》(《Das Wachsfigurenkabinett》)는 3개의 삽화 중 하나를 리퍼의 느낌이 드러나도록 그렸다. "잭" 캐릭터는 큰 영향력을 가졌던 초기 공포 영화 《칼리가리 박사의 밀실》에서 사악한 사악한 주인공 연기로 큰 성공을 거둔 베르너 크라우스가 연기했다.
《공포에 대한 연구》(A Study in Terror)(1965)와 《살인 지령》(1979)은 모두 셜록 홈즈와 리퍼의 대결을 보여준다. 엘러리 퀸이 쓴 소설 《공포에 대한 연구》는 아들 중 하나가 매춘부에게 매혹되어서 미친 샤이어 공작의 가족의 이야기를 다룬다. 《법령에 인한 살인》은 크리스토퍼 폴러머가 셜록 홈즈로, 제임스 메이슨이 왓슨으로 출연하며 스티븐 나이트가 대중화시킨 프리메이슨/왕실 음모론을 따른다. 공교롭게도 두 영화 모두 배우 프랜크 핀레이가 레스트레이트 경감을 연기한다. 음모론의 일부는 마이클 케인이 프레더릭 애벌라인 경감으로 출연한 텔레비전 미니시리즈 《잭 더 리퍼》(1988)를 따른다. 1997년 영화 《더 리퍼》에서 새뮤얼 웨스트는 리퍼로 밝혀진 에디 왕자 역을 맡았으며 러브 라이즈 블리딩(1999)은 폴 리즈, 에밀리 레이몬드, 페이 더너웨이를 주연으로 했다. 2001년 휴즈 형제는 코믹북 《프롬 헬》을 동명의 영화로 제작했고. 조니 뎁이 애버라인으로 출연했다. 뎁의 애벌라인는 케인의 영웅적인 애벌라인과 큰 차이가 있는데, 뎁의 애벌라인은 셜록 홈즈(추리 능력, 약물 중독)와 로버트 리스(심령 능력, 선견지명)의 느낌이 나지만 영화는 다시 나이트의 이야기를 고수한다.
피터 반즈의 연극 《지배 계급》(1968)과 이를 영화화한 작품(1972)은 영국 상류층과 리퍼를 연관짓는 영국 귀족에 대한 풍자이다. 정신병을 앓고 있는 14대 거니 백작 잭 거니(영화에서 피터 오둘이 연기함)는 자신이 잭 더 리퍼라고 믿으며 한 쌍의 리퍼 살인을 저지른다. 블랙 코미디 《데들리 어드바이스》(1994)는 제인 호록스가 유명한 살인자의 화신에게 조언을 받았다고 상상하는 연쇄 살인범으로 출연한다. 존 밀스는 겉으로는 순한 헤어드레서로 사는 잭 더 리퍼를 연기한다. 초기 블랙 코미디 영화 닥터 스트레인지러브에서 잭 D. 리퍼 장군이란 악역이 등장하지만 더 깊게 비교되지는 않는다. 《달 위의 아마존 여인》는 잭 더 리퍼가 네스 호의 괴물이 변한 존재로 추측함으로써 리퍼의 정체에 대한 이론을 패러디하는 1987년 코미디 영화이다. 마르셀 카르네의 《이상한 드라마》(1937)는 동물 도살에 대한 복수로 정육점업자들을 중이는 이스트엔드오브런던의 채식주의자 장루이 바로의 이야기로 리퍼의 또 다른 패러디이다. 상하이 나이츠(2003)에서 잭 더 리퍼는 성룡이 맡은 캐릭터의 여동생을 죽이려고 하는데, 성룡은 그를 걷어차며 여동생을 지키려고 한다.

## 텔레비전
리퍼는 1960년대까지 미국 텔레비전 시리즈의 "절대 악"으로 확립되었으며, 빌런 틈새 시장에 적합했다. 1963년에 나온 "The New Exhibit"라는 제목의 《트와일라잇 존》의 에피소드에서  마틴 발삼은 잭 더 리퍼를 포함한 다섯 살인마의 밀랍인형에게 집착하여 그들을 지키기 위해 살인을 저지르는 밀랍 박물관의 큐레이터를 연기했다. 《스타 트렉》 에피소드 " Wolf in the Fold"(1967)에서 작가 로버트 블로흐는 그의 단편 "Yours Truly, Jack the Ripper"의 일부를 재사용했는데, 이는 이미 1961년 《스릴러》의 TV 에피소드로 나온 적이 있다. 에피소드에서 리퍼는 감정을 자극시키기 위해 오랜 시간 동안 살아오면서 수세기에 걸쳐 많은 세계에서 대량 살인을 저지른 비물질적 존재로 밝혀졌다. 할런 엘리슨이 쓴 《시미론 스트립》 에피소드 "Knife in the Wilderness"(1968)에서, 잭은 미국 전역에서 살인을 계속하며 결국 시마론 시에서 인디언의 손에 최후를 맞이한다. 《겟 스마트》 에피소드 "House of Max"(1970)에서 잭 더 리퍼는 움직이는 밀랍 인형이다.
《바빌론 5》의 에피소드 "Comess Inquisitor"(1995)에는 잭 더 리퍼라는 캐릭터가 등장한다. 1888년 외계종족 볼른에게 납치되고 인퀴지터가 되었고 그는 (고문을 통해) 중요한 일을 이끌도록 부름 받은 존재들을 시험할 수 있다. TV 시리즈 《그림 형제》의 네 번째 시즌의 마지막 3개 에피소드는 잭 더 리퍼가 화이트채플 연쇄살인사건이 일어나기 100년 전에 처음 나타난 영혼이었다는 것이 밝혀진다. 잭의 영혼은 죽음에 가까운 경험을 주인공 시안 리나드가 겪고 나서 그를 소유하게 되지만, 주변 사람들은 리나드가 살해당하고 있다고 잭을 속이기 위해 리나드를 고무탄으로 쏴 잭을 '퇴마'시킬 수 있었다. 초자연적 존재로서의 리퍼는 텔레비전 시리즈 《슬리피 할로우》의 세 번째 시즌에서 다시 등장한다. 여기서 '살인자'는 희생자들의 피를 흡수하여 그들의 검은 충동대로 행동하게 하는 칼이며, 말라리아에 걸린 사람을 찌르도록 속여 피를 오염시키고 칼날을 약하게 만들면 패배한다.
엘윈 존스와 존 로이드의 《잭 더 리퍼(1973)는 경찰 드라마 《Z-Cars》와 연결되었다. 이 프로그램에서 《Z Cars》의 형사 밸로와 와트를 스트랫퍼드 존스와 프랜크 윈저가 연기하여 역사적 관점으로 살인 사건을 조사했다. "리퍼"라는 제목의 《Kolchak: Night Stalker》(1974)의 첫 번째 에피소드에서 기자 칼 콜착은 원래의 리퍼와 일치하는 살인 방식을 지닌 초자연적인 살인자를 쫓는다. 살인자는 초인적인 힘을 가지고 있으며 무기가 듣지 않지만 콜착은 그를 감전시켜 비물질화한다. NBC 텔래비전의 《타임머신》(1982-1983)의 한 에피소드에서, 미국 언론인 넬리 블라이가 런던에서 습격 당하지만 시간 여행자 피니스 보그와 제프리 존스가 현장에 도착하자 가해자는 달아난다. 넬리 블라이는 혼란을 겪어 피니스 보그가 잭 더 리퍼라고 하고 아서 코난 도일 경은 실증과 논리를 이용해 보그의 혐의를 벗게 할 것을 요구했다. 리퍼는 배신한 시간 여행자 드레이크로 밝혀졌다. 《제 3의 눈》의 "리퍼"(1997) 에피소드는 1888년을 배경으로 했으며 케리 엘위스가 주연 잭 요크 박사를 맡았는데, 그는 외계인에게 지배당하고 있다고 생각하는 여성을 죽인다. 《아서 코난 도일 경의 잃어버린 세계》(2001)의 "The Knife" 에피소드에서 탐험가들은 스티븐 나이트의 왕실 음모론에서 살인을 저질렀다고 하는 두 남자 윌리엄 걸 경과 로버트 앤더슨을 만난다.

## 미술

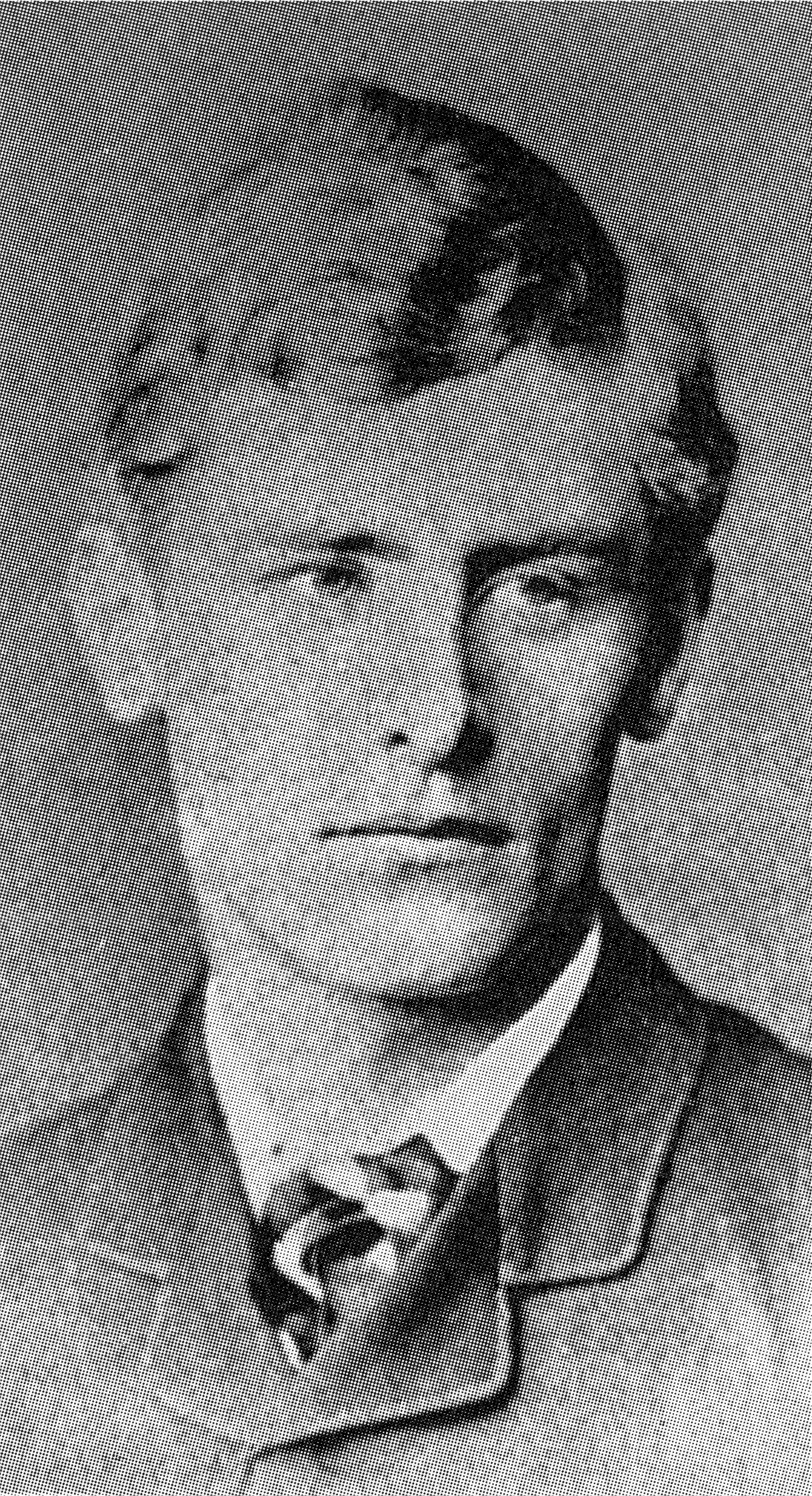
1884년의 지커트

발터 지커트는 이스트엔드오브런던의 초라한 모습에서 영감을 받은 영국 예술가였다. 그의 작품으로는 《잭 리퍼의 침실》이 있다.

## 만화
《프롬 헬》은 잭 더 리퍼 사건에 관한 앨런 무어와 에디 캠벨의 그래픽 노블이며, 리퍼가 쓴 것으로 추정되는 "지옥으로부터" 편지에서 이름을 따왔다. 작품은 왕족과 프리메이슨이 범죄에 가담했다고 비난하는 스티븐 나이트의 책 《잭 더 리퍼: 최휘의 해답》과 이로 인해 대중화된 음모론을 모티브로 한다. 그래픽 노블의 부록에서 무어는 자신은 나이트의 음모론을 믿지 않고 극적인 목적으로만 사용했다고 분명히 밝혔다. 왕족과 리퍼는 1986년에 나온 리키 생클린, 마크 헴펠, 마크 휘틀리의 《무고한 자의 피》와 1992년에 나온 DC 코믹스의 헬블레이저 시리즈의 한 이야기("Royal Blood")에 등장했다.
마블 코믹스의 《마스터 오브 쿵푸》 100번째 이슈(1981)에서는 "Red of Fang and Claw, All Love Lost"라는 제목의 이야기가 실렸다. 작품에서 리퍼는 탈출하여 런던에 숨어있던 푸 만추의 실험이었다. 영웅은 이야기의 끝 부분에서 그와 싸웠다. DC 코믹스의 《가스라이트의 고담》(1989)에는 슈퍼 히어로 배트맨의 빅토리아 시대 버전이 뉴욕에서 리퍼를 쫓는데  배트맨의 부모의 친구였던 악당은 배트맨의 어머니에게 거절받아 미쳐버렸고, 그는 마사(배트맨의 어머니)가 그를 조롱하는 환상을 멈추려고 하다가 살인을 저지른다. 어둡고 고딕 스러운 두 가상 세계는 서로를 보완하고 쉽게 융합했다. 잭 더 리퍼는 1989년 그랜트 모리슨의 《둠 패트롤》, 1997년 《원더우먼: 아마조니아》, 《프레데터: 네메시스》, 저지 드레드 스토리: "리퍼의 밤!"에 등장했다. H. G. 웰스의 《닥터 모로의 섬》과 크로스오버한 저스티스 리그 시리즈의 이야기에서 잭 더 리퍼는 오랑우탄으로 등장하고 불멸의 슈퍼 빌런 반달 새비지가 리퍼 사건의 진범으로 나온다. 데이비드 히치콕의 만화 《화이트채플 괴짜》(2001)는 괴상한 여행 쇼에 초점을 맞춘 이야기의 배경 인물로 잭 더 리퍼를 사용한다. 리퍼는 난쟁이같은 어깨를 가진 다리가 없는 남자이다. 릭 기어리의 잭 더 리퍼 이야기는 1995년에 낸 책 《A Treasure of Victorian Murder》에 실려 있다.

### 망가
일본 만화가 토보소 야나의 2006년 만화 《흑집사》에서 잭 더 리퍼는 빅토리아 시대 런던에서 여러 번 나타나 여러 매춘부를 죽인 신비한 인물로 묘사된다. 몇 챕터 후, 잭 더 리퍼의 두 공범이, 즉 가장 무도회의 사신과 고귀한 혈통의 의사라는 것이 밝혀졌다. 1987년 아라키 히로히코의 만화 《죠죠의 기묘한 모험》의 1부인 《팬텀 블러드》에서 리퍼는 주요 반동인물 디오 브란도가 그를 좀비로 만들고 주인공 조나단 죠스타를 공격하도록 명령하는 장면에서 악당으로 잠시 출연한다. 히가시데 유이치로의 그래픽 노블 《Fate/Apocrypha》에서 잭 더 리퍼는 흑의 진영의 어쌔신 클래스 서번트로 소환된다. 리퍼는 《라그나로크의 기록》에서 신에 대항하는 전투원 중 하나로 등장하며 4라운드에서 헤라클레스와 싸운다. 이사야마 하지메의 진격의 거인에서 케니 아커만은 많은 헌병단을 잔인하게 살해하고 시신을 훼손한 후 "케니 리퍼"라는 별명을 얻는다.

## 음악
링크 레이의 1959년 기악 "잭 더 리퍼"는 사악한 웃음 소리와 여성의 비명 소리로 시작된다. 이 장치들은 스크리밍 로드 서치가 불렀고 화이트 스트라이프스, 더 호러스, 블랙 립스, 더 샤크스, 잭 앤 더 리퍼스가 커버한《Jack the Ripper》(1963년)에도 사용되었다. 모큐멘터리 "이것이 스파이널 탭이다"(1984)는 밴드가 잭 더 리퍼의 삶에 관한 음탕한 잭이란 록 음악의 작곡 가능성에 대해 논의하는 삽화가 나오는 것이 특징이다.
메탈 밴드는 특히 "유혈과 욕설"이 낭자한 리퍼의 이미지를 얻기를 원한다. "더 리퍼"라는 제목의 노래는 1976년에 주다스 프리스트가, 1979년에 프레잉 맨티스가 불렀다. 미국 데스코어 밴드 화이트채플은 잭 더 리퍼의 살인 사건이 발생한 런던의 지역 화이트채플에서 이름을 따왔다. 그래서 밴드의 데뷔 앨범 《The Somatic Defilement》는 잭 더 리퍼를 기반으로 한 1인칭 시점 콘셉트 음반이다. 텍사스의 메탈 그룹 리퍼는 보다 직접적인 이름을 사용했고 메리디안과 소도마이저 두 그룹의 보컬은 각각 잭 D. 리퍼와 리퍼라는 이름을 사용했다. 고딕 메탈코어 섹스텟 모션리스 인 와이트는 데뷔 앨범 《Creatures》에서 "London in Terror"라는 노래를 싱글로 발표했다.
모리세이, 닉 케이브 앤드 더 배드 시즈, 더 레전더리 핑크 닷츠, 더이 헤드코츠, 더 버프 매드웨이스, 밥 딜런같은 다양한 아티스트가 리퍼에게 영감을 받아 음반을 발매했다. 라이오 웨어울프의 앨범 《The Fiery Summons》는 리퍼가 쓴 것으로 보이는 편지에 있는 단어를 사용한 "From Hell"을 피처링한다.

## 비디오 게임
- 비디오 게임에서의 잭 더 리퍼는 1987년에 출시된 텍스트 어드벤처 게임(잭 더 리퍼)에서 처음 등장했다.[68]
- 세가 플랫폼 게임 《마스터 오브 다크니스》(1992)는 잭이 패배하고 나서 애니메이션 밀랍 인형임이 드러난다.[69]
- 1992년 잭 더 리퍼는 던전 탐험 스타일의 롤플레잉 비디오 게임 《왁스웍스》에 등장했다.[70]
- 잭은 1994년 《월드 히어로즈 2: 제트에서 데뷔한 격투 게임 월드 히어로즈》 시리즈의 역사 기반 캐릭터 중 하나이다.[69]
- 버추얼 보이 게임 《잭 브라더스》(1995)의 세 번째 캐릭터로 잭 더 리퍼라는 캐릭터가 등장했다.
- 《리퍼》(1996)는 2040년 미래의 뉴욕에서 활동하는 모방 연쇄 살인범을 다룬다.[69]
- 《듀크 뉴켐: 제로 아워》(1999)는 잭 더 리퍼가 등장하는 "빅토리아 시대 런던을 배경으로 한 가벼운 건플레이 오락"이다.[69]
- 액션 공포 장르인 《섀도우 맨》(1999)의 메인 빌런 중 한 명이다.
- 잭은 고딕 호러 플랫폼 게임 《메디이블 2》(2000)에 등장하지만 인간이 아닌 거대한 발톱, 길고 날카로운 이빨, 모자를 쓴 키 큰 녹색 괴물로 등장한다.[69]
- 《메탈 기어 솔리드》 시리즈에서 레이든(본명은 Jack)이라는 캐릭터는 잭 더 리퍼로 알려져 있다.
- 《잭 더 리퍼》(2003)에서 플레이어는 리퍼가 살인 사건이 일어나고 13년이 지난 1901년 뉴욕에서 유사한 살인 사건을 취재하기 위해 파견된 기자 역할이다. 살인 사건은 진짜 리퍼의 저질렀음이 밝혀졌다.[69]
- 《런던의 미스터리: 잭 더 리퍼의 흔적》(2007)은 리퍼 이야기를 《지킬 박사와 하이드 씨》와 융합하여 다룬다.
- 《셜록 홈즈 대 잭 더 리퍼》(2009)는 셜록 홈즈와 합쳐진 이야기이다.[69] 제이콥 레비는 게임이 종반부에 리퍼로 나타난다.
- 스플래터하우스에서 헨리 웨스트 박사는 런던에 있는 건 지루하다고 하며 일련의 연쇄 살인을 저지른 후 잭 더 리퍼가 되었다.
- 2010년 미크로이즈(어누먼 인터렉티브)에서 배급한 숨은 그림 찾기 게임 《Jack the Ripper: New York 1901》에서 플레이어는 마지못해 두 명의 매춘부 살인 사건과 잭 더 리퍼의 귀환 가능성을 조사하는 젊은 기자 제임스 파머의 이야기를 다룬다.[71]
- 어쌔신 크리드 III(2012)에는 나이트스토커라는 멀티플레이 캐릭터가 등장한다. 그는 연쇄 살인범이며 "조 더 리퍼"라고 불린다.
- 《오더: 1886》(2015)은 메인 빌런인 헤이스팅스 경이 리퍼 살인 사건의 배후에 있는 뱀파이어로 등장한다.
- 잭 더 리퍼는 《어쌔신 크리드: 신디케이트》(2015)의 DLC 팩에 등장하며 전 어쌔신이다.[72]
- Fate/Grand Order(2015)의 잭 더 리퍼는 칼데아의 어새신 클래스 서번트로 등장한다.
- 잭 더 리퍼의 연쇄 살인 사건은 2019년 판타지 어드벤처 게임 《댄스 오브 데스: 두 락 & 페이》의 소재이다.
- 리퍼, 일명 잭은 넷이즈에서 출시한 《제 5인격》의 헌터 중 한 명이다.

## 스포츠
2011년 런던의 독립 마이너 리그 야구 팀 온타리오주의 팀명은 런던 리퍼스(London Rippers)로 정해졌다. 로고에는 잭 더 리퍼의 모습을 연상시키는 모자와 검은 망토를 쓴 마스코트 "잭 다이아몬드(Jack Diamond)"가 새겨져 있다. 시장과 지역 여성 단체는 이를 비판했다.

## 참고 문헌
- Cullen, Tom (1965). Autumn of Terror. London: The Bodley Head.
- Knight, Stephen (1976; rev. 1984; repr. 2000). Jack the Ripper: The Final Solution. London: Bounty Books. ISBN 0-7537-0369-6.
- Meikle, Denis (2002). Jack the Ripper: The Murders and the Movies. Richmond, Surrey: Reynolds and Hearn Ltd. ISBN 1-903111-32-3
- Rumbelow, Donald (2004). The Complete Jack the Ripper: Fully Revised and Updated. Penguin Books. ISBN 0-14-017395-1.
- Whitehead, Mark; Rivett, Miriam (2006). Jack the Ripper. Harpenden, Hertfordshire: Pocket Essentials. ISBN 978-1-904048-69-5
- Wilson, Colin; Odell, Robin (1987) Jack the Ripper: Summing Up and Verdict. Bantam Press. ISBN 0593010205
- Woods, Paul; Baddeley, Gavin (2009). Saucy Jack: The Elusive Ripper. Hersham, Surrey: Ian Allan Publishing. ISBN 978-0-7110-3410-5